# 奥滕索斯
奥滕索斯是德国巴伐利亚州的一个市镇。总面积10.01平方公里，总人口2087人，其中男性1062人，女性1025人（2011年12月31日），人口密度208人/平方公里。